# Park Chung-hee
Park Chung-hee (coreeană 박정희, n. 30 septembrie 1917; d. 26 octombrie 1979) a fost un general în armata Coreei de Sud și președinte al țării din 1961 până în 1979. A industrializat Coreea de Sud în scopul de a dezvolta exporturile. A fost asasinat în 1979.
Este numit unul dintre cei mai importanți 100 de asiatici ai secolului de revista Time (1999).